# Skoki
Skoki is een stad in het Poolse woiwodschap Groot-Polen, gelegen in de powiat Wągrowiecki. De oppervlakte bedraagt 11,2 km², het inwonertal 3779 (2005).

## Verkeer en vervoer
- Station Skoki